# Hypena praestans
Hypena praestans är en fjärilsart som beskrevs av Lucas 1895. Hypena praestans ingår i släktet Hypena och familjen nattflyn. Inga underarter finns listade i Catalogue of Life.